# Fitohormona

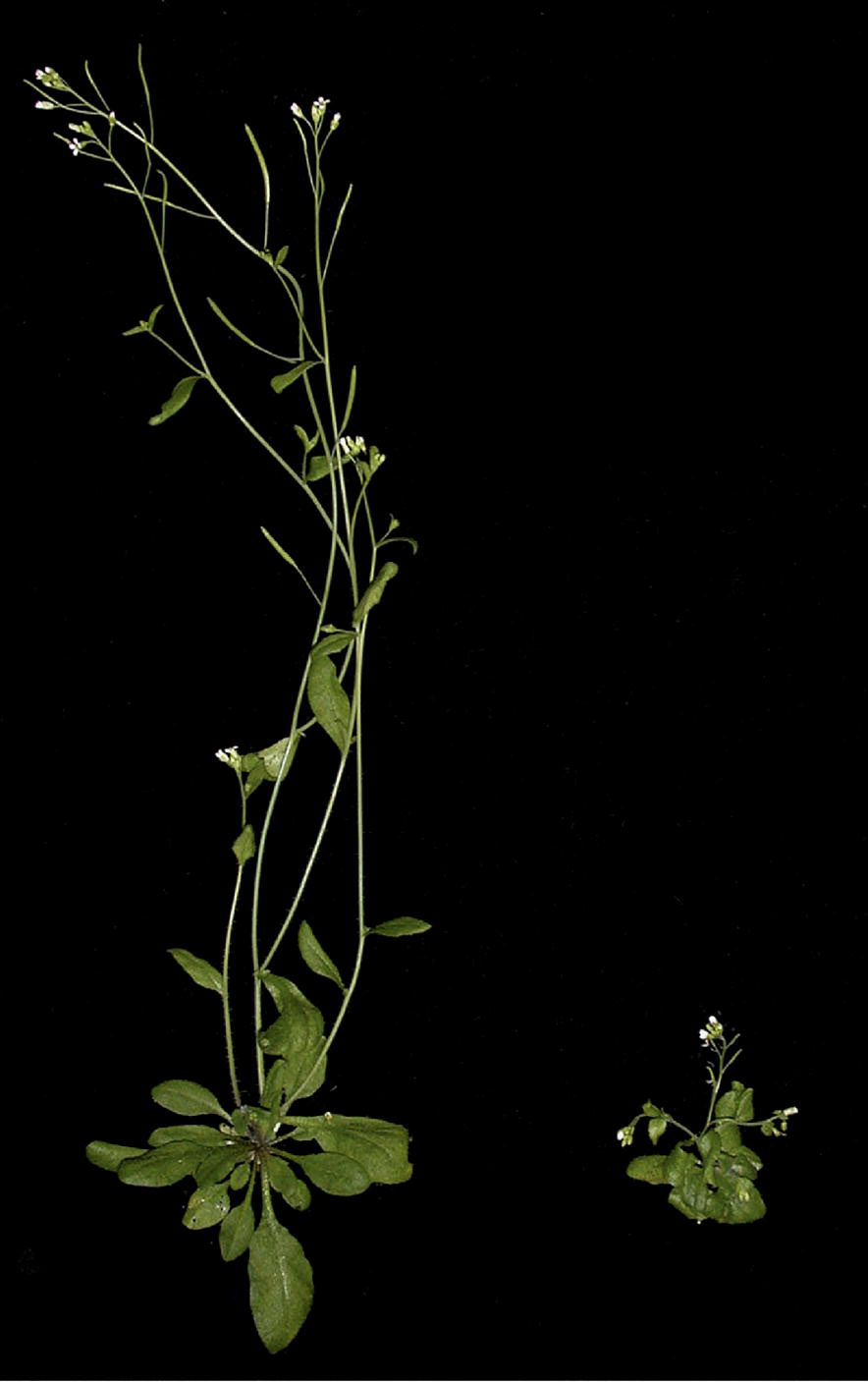
La carència de la fitohormona auxina pot causar un creixement anormal d'una planta, com es veu a la dreta

Una fitohormona o hormona vegetal és una substància orgànica, diferent dels nutrients, sintetitzada en determinats teixits on actua directament o des d'on és transportada a altres parts de la planta, que provoca respostes fisiològiques.
Les fitohormones són molècules que es troben a les plantes en una concentració extremadament baixa. Les hormones regulen els processos cel·lulars en determinades cèl·lules i després es mouen a través de la planta. Les hormones també determinen la formació de flors, tiges, fulles, i el desenvolupament i maduració dels fruits. Les plantes, al contrari que els ànimals, no tenen glàndules que produeixin i secretin hormones, en lloc d'això cada cèl·lula vegetal és capaç de produir hormones. Les fitohormones donen forma a la planta, afectant el creixement de les llavors moment de l'antesi, el sexe de les flors, la senescència de les fulles i els. També afecten quin teixit creix cap amunt i quin teixit creix acap avall, la formació de les fulles, el creixement de les tiges, desenvolupament del fruit i longevitat, i fins i tot la mort de la planta. Les hormones són vitals pel creixement vegetal i en cas de carència les plantes només serien una massa de cèl·lules indiferenciades.

## Alguns tipus de fitohormones
- Estimuladores del creixement
  - Auxines
  - Giberel·lines
  - Citoquinines
- Inhibidores del creixement
  - Àcid abscíssic
  - Etilè

| Família | Auxines | Giberel·lines | Citokinines | Àcid abscíssic | Etilé |
| --- | --- | --- | --- | --- | --- |
| Exemples | Àcid indol 3-acètic (AIA o IAA), Àcid naphtalenacètic (ANA), Àcid 2,4-dichlorophénoxyacétique (2,4-D) | GA1 a GA110. L'àcid gibérel·lic és la GA3, | Zeatina 6-BA (6 bencil adenina) | Àcid abscíssic (ABA) | Etilé |
| Efectes generals (cada planta i fins i tot cada varietat poden tindre efectes particulars. També segons la concentració, la hormona pot tindre efectes molt diferents) | +estimulació genèrica de creixement +estimulació de l'elongació cel·lular +regulació de la divisió i diferenciació cel·lular + missatger de les respostes fototròpiques i geotròpiques +regulació de la abscisió +estimulació de l'arrelament adventici | +reforçament de la dominància apical +en algunes plantes estimulació de la floració. +allargament d'entrenusos +finalització de la letargia de les llavors i dels brots. +regulació de la utilització de les reserves en el moment de la germinació | +estimulació de la divisió cel·lular +regulació de la diferenciació cel·lular dels brots i arrels +creixement de cèl·lules de les fulles +alentiment de la senescència de fulles i fruits | +efecte inhibidor general del creixement cel·lular +fomenta la letargia dels brots i de les llavors. +regulació de l'abscisió de les fulles, flors, i fruits +regulació del funcionament dels estomes en situació d'estrès | +pertorbació de l'elongació cel·lular +pertorbació de les respostes geotròpiques +acceleració de la senescència foliar +acceleració de la maduració dels fruits +estimulació de l'abscissió |
| Fórmules | Àcid indol 3-acètic | GA3 | Zeatina | Àcid abscíssic | Etilé |

### Altres fitohormones conegudes
- Brassinoesteroides, entre d'altres, estimulen l'allargament cel·lular i la seva divisió.[1]
- Àcid salicílic — activa els gens que en algunes plantes ajuden a defensar-se contra els invasors fitopatògens.
- Jasmonats — entre d'altres, promouen la producció de proteïnes de defensa.
- Hormones peptídiques vegetals — tenen un paper crucail en el creixement i desenvolupament de les plantes.[2]
- Poliamines — són essencials pel creixement i desenvolupament vegetal.
- Òxid nítric (NO) — serveix com a senyal en les respostes hormonals i de defensa.[3][4]
- Estrigolactones, implicades en la inhibició de la brotació de les branques.[5]
- Karrikines, són un grup de fitoreguladors que es troben en el fum de les plantes que es cremen i tenen la capacitat d'estimular la germinació de les llavors. .

## Aplicacions mèdiques potencials
La fitohormona salicilat de sodi s'ha comprovat que suprimeix la proliferació de les cèl·lules de la leucèmia limfoblàstica, a més de la dels càncers de pròstata, pit i melanoma.

## Fitohormones aplicades a les plantes
Fitohormones sintètiques o PGRs es fan servir en nombroses tècniques de propagació de plantes per esqueixos, empelts, micropropagació, i cultiu tissular, com es fan servir en altres aplicacions com l'aclarida de fruits dels arbres.
Les auxines es fan servir en la propagació aplicant-la a la base d'esqueixos de fulla ben desenvolupada, tiges o arrels perquè iniciïn la formació d'arrels noves. En l'empelt l'auxina promou la formació del callus dels teixits, els quals uneixen les superfícies d'empelt i portaempelt. En la micropropagació diferents fitohormones es fan servir per promoure la multiplicació i després l'arrelament de les noves plàntules. En cultiu de teixits de cèl·lules de plantes les hormones faciliten el creixement del callus, la multiplicació i l'arrelament.

### Dormància de llavors
La dormància de l'embrió de la llavor es caracteritza per una alta relació ABA/GA, per tant la llavor té una alta sensibilitat a l'ABA (àcid abscíssic) i una baixa sensibilitat a GA (giberel·lina). Per alliberar-se de la dormància i iniciar la germinació la relació ABA/GA ha de passar a ser baixa junt amb un decreixement de la sensibilitat a ABA i un increment de la sensibilitat a GA.
ABA controla la dormància de l'embrió i GA la germinació de l'embrió.